# Суакаджа
Суакаджа е село в Република Турция.

## География
Намира се на 18 km северно от околийския център Одрин. Разположено е в земеделски район на левия бряг на река Тунджа, недалеч от границата с България при село Маточина.